# Spintharidius viridis
Spintharidius viridis är en spindelart som beskrevs av Franganillo 1926. Spintharidius viridis ingår i släktet Spintharidius och familjen hjulspindlar.
Artens utbredningsområde är Kuba. Inga underarter finns listade i Catalogue of Life.